# Провинција Кага
Кага (јап. 加賀国) је једна од 66 историјских провинција Јапана, која је постојала од почетка 8. века (закон Таихо из 703. године) до Мејџи реформи у другој половини 19. века. Кага се налазила на северној обали  острва Хоншу, на обали Јапанског мора, у области Хокурику.
Царским декретом од 29. августа 1871. све постојеће провинције замењене су префектурама. Територија Каге одговара југозападном делу данашње префектуре Ишијама.

## Географија
Кага се на северу граничила са провинцијом Ното, на југу са провинцијом Ечизен, а на истоку са провинцијама Ечу и Хида: на западу је излазила на Јапанско море.

## Историја
У периоду грађанских ратова познатом као Сенгоку, провинција Кага је од 1488. до 1578. била под управом савеза будистичких верника познатог као Ико-ики, једина јапанска провинција тог времена која је била под влашћу сељака, а не самураја или владиних намесника.